# Mohammad Sidique Khan
Mohammad Sidique Khan, né le 20 octobre 1974 et mort le 7 juillet 2005, est le plus âgé des quatre kamikazes responsables des attentats de Londres du 7 juillet 2005, au cours desquels des bombes explosent dans trois voitures du métro et dans un bus du centre de Londres. Le bilan sera de 56 morts, dont les terroristes, et plus de 700 blessés. Il est le kamikaze du métro Edgware Road, provoquant la mort de cinq personnes.

## Biographie
Khan est né en Angleterre au St Jame's University Hospital de Leeds et a grandi à Beeston avant de déménager à Dewsbury en 2005. Ses parents sont Tika Khan, ouvrier dans l'industrie né au Pakistan et Mamida Begum. Il a fait ses études secondaires à la South Leeds High School, par où passa aussi Hasib Hussain, le kamikaze du bus. Khan continua ses études à la Leeds Metropolitan University.
C'est en 1999 qu'il commença à être influencé par le prêcheur radical Abdullah el-Faisal (en).
Khan travailla à l'école primaire Hillside à Leeds en tant que chargé d'apprentissage pour les enfants de familles immigrés fraîchement arrivées au Royaume-Uni. Ses collègues dirent de lui qu'il était discret et ne faisait aucunement part de ses convictions religieuses et politiques.
Khan était aussi impliqué dans une association communautaire du nom de Hamara Healthy Living à Beeston. Il s'investit aussi dans le projet Hamara Youth Access Point (HYAP). Des membres du personnel du centre confirmeront plus tard que deux des kamikazes de Londres, Shehzad Tanweer et Hasib Hussain, avaient eu des liens avec ce projet. D'après les propos recueillis par The Guardian auprès de l'un de ses amis, Khan l'utilisa en effet comme centre de recrutement.
Sa belle-mère Farida Patel travaille aussi dans l'enseignement, comme personne de liaison dans une école de Dewsbury. En 1998, elle fut la première femme asiatique à être invitée au palais de Buckingham lors d'une soirée et à rencontrer la reine ainsi que d'autres membres de la famille royale en remerciement pour son travail au sein de la communauté musulmane de Dewsbury. Elle fut à nouveau invitée en 2004. Après les attentats impliquant son beau-fils, elle dira être dévastée par les actions de ce dernier.
Mohammad Sidique Khan aurait reporté les attentats du 6 au 7 juillet 2005 pour emmener son épouse enceinte à l'hôpital.

## Attentats de Londres
Le matin du 7 juillet 2005, Khan se déplace en automobile avec ses trois complices de Luton à Bedfordshire d'où ils prendront tous les quatre un train vers la gare de King's Cross.
De là, Khan entre dans le métro de Londres, monte à bord d'une rame à destination de l'ouest et attend quatre arrêts jusqu'à la station Edgware Road, située dans un quartier arabe de Londres. Il actionne sa bombe à 8 h 50 heure locale juste au moment où la rame redémarre. Ses pièces d'identités seront retrouvées sur place.

## Évaluations des services de renseignement
Khan aurait voyagé régulièrement au Pakistan et en Afghanistan où il aurait séjourné dans des camps d'entraînement militaires. Il aurait également séjourné en Israël. En 2001, il semblerait qu'il ait appris la confection d'explosifs au camp d'entraînement de Malakand au Pakistan. Il se serait également entraîné avec le groupe terroriste indonésien Jemaah Islamiyah et serait directement impliqué dans les attentats de Bali en 2002.
D'après le journal israélien Maariv, Khan s'est rendu en Israël le 19 février 2003 et serait reparti le lendemain. Le journal rapporte aussi qu'il était suspecté d'avoir aidé à planifier l'attentat perpétré par deux citoyens britanniques d'origine pakistanaise le 30 avril 2003 à Tel Aviv (trois Israéliens tués).
D'après l'ouvrage The One Percent Doctrine du journaliste américain Ron Suskind (en), la NSA surveillait déjà les appels et emails entre Khan et plusieurs radicaux islamistes dont Ahmed Omar Abu Ali. Juste avant que Khan ne prévoie son voyage aux États-Unis, la NSA intercepta un échange d'emails entre lui et ses partenaires à propos de leur désir de « faire sauter des synagogues sur la côte Est ». Selon Suskind, la CIA voulait que Khan puisse entrer sur le territoire américain de façon que le FBI puisse le mettre sous surveillance mais le FBI refusa car, d'après un agent « nous ne pouvons pas prendre le risque qu'il fasse exploser un temple à Washington ». Le gouvernement américain inscrivit donc Khan sur sa liste d'exclusion pour l'empêcher d'entrer sur le territoire.
Selon les services de renseignement américains, Khan était aussi connu de Mohammed Junaid Babar (en) qui avait plaidé coupable aux États-Unis pour avoir fourni une assistance matérielle à al-Qaïda. Babar, qui, d'après ses déclarations aux enquêteurs, préparait des attentats contre des pubs, des stations ferroviaires et des restaurants au Royaume-Uni, confirme qu'il avait rencontré Khan au Pakistan.
Le 18 juillet 2005, le gouvernement pakistanais diffusa une vidéo sur laquelle on peut voir Khan arrivant à l'aéroport de Karachi le 19 novembre 2004 depuis le vol TK 1056 de la Turkish Airlines en compagnie de Shehzad Tanweer, l'un des autres kamikazes des attentats de Londres. Khan et Tanweer séjournèrent au Pakistan jusqu'au 8 février 2005, puis repartirent ensemble pour Londres. Le troisième membre du groupe de Londres, Hasib Hussain, arriva quant à lui à Karachi le 15 juillet 2004 par le vol SV714 en provenance de Riyad en Arabie saoudite.